# جوردانو تورینی
جوردانو تورینی (ایتالیایی: Giordano Turrini؛ زادهٔ ۲۸ مارس ۱۹۴۲) دوچرخه‌سوار اهل ایتالیا است.
وی در مسابقات کشوری و بین‌المللی در مجموع برندهٔ ۱ مدال طلا، ۴ مدال نقره، ۳ مدال برنز شده‌است.